# Moro-Hornhelm
Der Moro-Hornhelm ist eine Schutzwaffe aus Indonesien.

## Beschreibung
Der Moro-Hornhelm besteht aus Rinderhorn oder Wasserbüffelhorn. Das Horn ist zu flachen Platten gearbeitet. Das Innenteil des Helmes besteht aus Leder. Die Hornplatten werden sehr sorgfältig bearbeitet und dann fast nahtlos auf der Lederkappe mit durch Spleißen gewonnene Rattanfasern vernäht. Zum besseren Halt werden die Hornplatten ebenfalls untereinander vernäht. Auf der Oberseite des Helmes ist ein halbrunder Knopf aufgesetzt, der auch aus Horn besteht. Darauf ist eine kleine, stilisierte Figur angebracht. Der Helm hat einen Augenschild und einen Nackenschutz, der leicht gebogen ist. Als Vorbild für diesen Helm dienten die spanischen Helme aus dem 17. Jahrhundert.